# Nowe Sady (województwo warmińsko-mazurskie)
Nowe Sady (niem. Neu Schaden) – osada w Polsce położona w województwie warmińsko-mazurskim, w powiecie mrągowskim, w gminie Mikołajki.
W latach 1975–1998 miejscowość należała administracyjnie do województwa suwalskiego.
Inne miejscowości o tej nazwie: Nowe Sady